# Miladin Stevanović
Miladin Stevanović est un footballeur serbe né le 11 février 1996 à Bijeljina en Bosnie-Herzégovine. Il évolue au poste de défenseur au FK Čukarički.

## Biographie
Miladin Stevanović participe au championnat d'Europe des moins de 19 ans 2014 organisée en Hongrie, puis à la Coupe du monde des moins de 20 ans 2015 qui se déroule en Nouvelle-Zélande. Lors du mondial, il joue deux matchs. La Serbie remporte la compétition en battant le Brésil en finale.

## Carrière
- 2013-2016 : Partizan Belgrade ( Serbie)
  - 2013-2015 : FK Teleoptik ( Serbie) (prêt)
- 2016-oct. 2017 : Kayserispor ( Turquie)
- depuis jan. 2018 : FK Čukarički ( Serbie)

## Palmarès
- Vainqueur de la Coupe du monde des moins de 20 ans en 2015 avec l'équipe de Serbie
- Champion de Serbie en 2015 avec le Partizan Belgrade